# Walk on the Wild Side

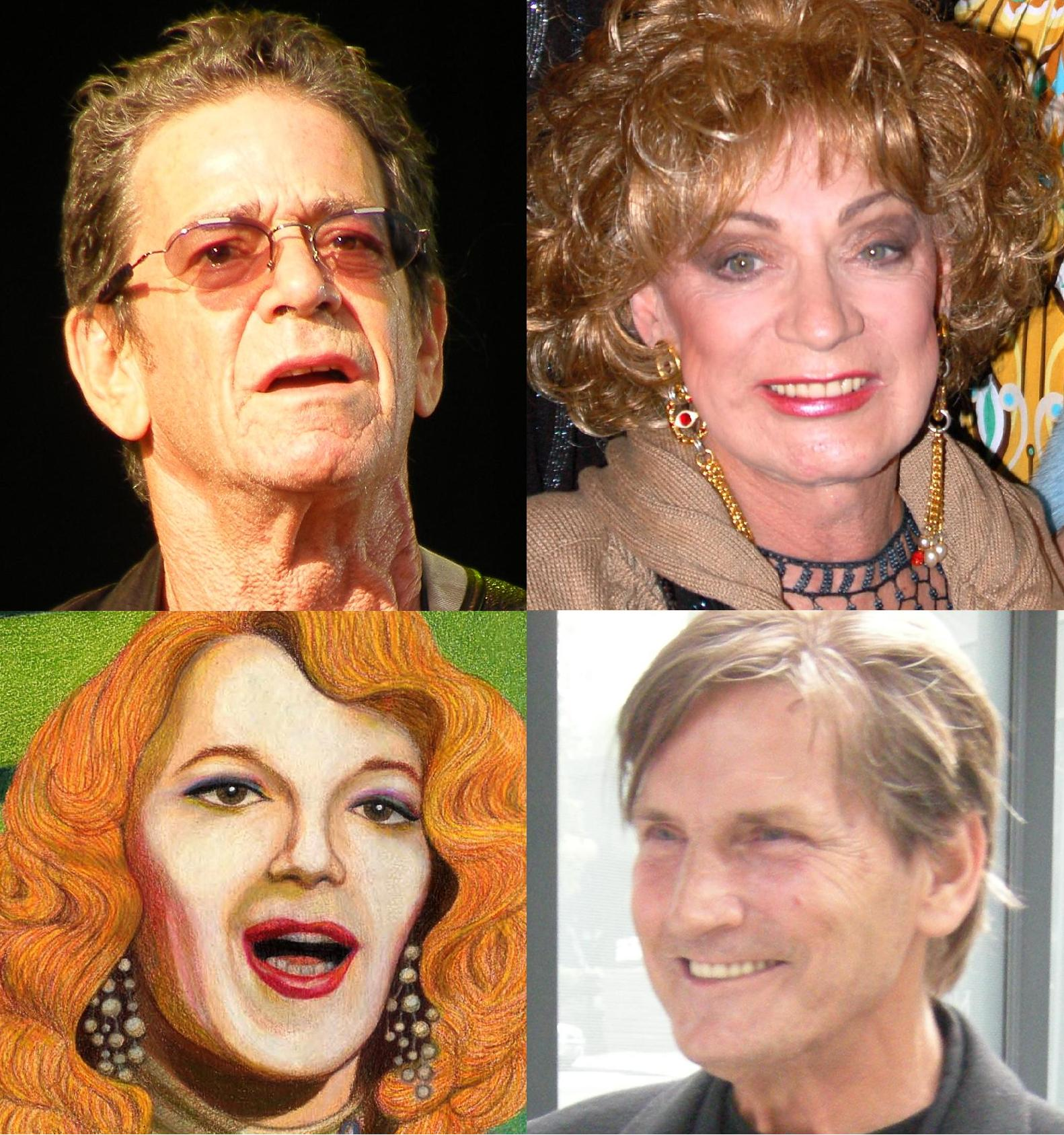
Reed och tre av de personer som han säger sig ha beskrivit i sin text: Holly, Jackie och Little Joe.

"Walk on the Wild Side" är en låt av den amerikanska rockmusikern Lou Reed, utgiven på dennes andra soloalbum Transformer 1972. Originalversionen är 4 minuter och 12 sekunder lång och producerad av David Bowie. Som singel nådde den, med "Perfect Day" som b-sida, 16:e plats på Billboardlistan, Reeds enda topp 20-placering, och den är förmodligen hans mest kända låt som soloartist.
På livealbumet Live: Take No Prisoners från 1978 finns en närmare 17 minuter lång version där Reed även bland annat detaljerat beskriver sången och dess historia. Ytterligare liveversioner finns på Lou Reed Live (1975), Live in Italy (1984) och American Poet (2002).
Låttexten beskriver olika människor knutna till Andy Warhols studio The Factory: Holly Woodlawn, Candy Darling, Joe Dallesandro, Jackie Curtis och Joe Campbell (under smeknamnet Sugar Plum Fairy). Trots att kontroversiella ämnen som transvestitism, droganvändning och oralsex tas upp fick låten mycket tid i radio.
Låten har parodierats av The Pizza Underground med titeln "Take A Walk On The Wild Slice".

## Inspelning
Låten spelades in juli 1972 vid Trident Studios i London.

## Listplaceringar
| Lista (1973)          | Högsta position |
| --------------------- | --------------- |
| USA Billboard Hot 100 | 16              |